# Me N Ma Girls

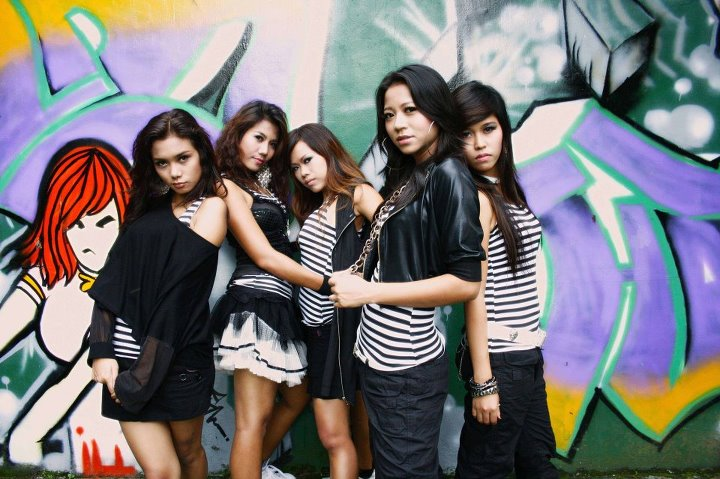
Me N Ma Girls en 2012.

Me N Ma Girls est un girl group birman,. Le groupe a été créé en 2010 par la danseuse australienne Nicole May et l'homme d'affaires birman U Moe Kyaw en passant des petites annonces à la radio et dans les journaux. Inspiré par les Spice Girls, le groupe doit négocier avec la censure la manière dont les filles chantent, s'habillent et ce qu'elles font.

## Histoire
Le groupe, formé d'Ah Moon (en), Htike Htike, Wai Hnin, Cha Cha et Kimmy sous le nom de Tiger Girls, a perdu Hitke Hitke et Cha Cha en 2014.

## Albums
- 2010 : Year of the Tiger Girls
- 2012 : MinGaLarPar
- 2016 : Shake it

## Singles
- 2013 Girl Strong, avec le label américain Power House Music à Los Angeles[6]